# الوشاح في فوائد النكاح (كتاب)

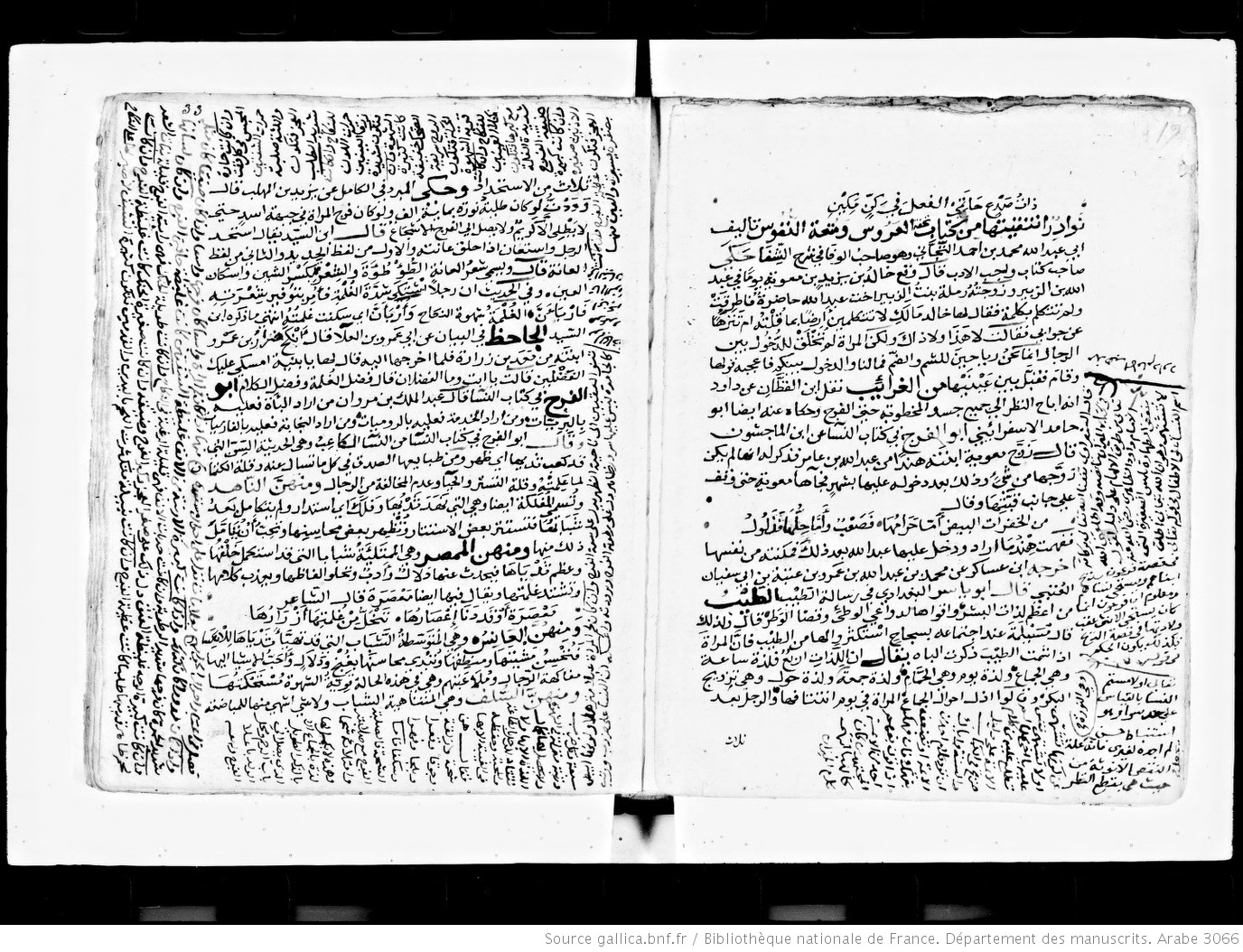
صفحات من الكتاب مع بعض الشروحات في الهوامش.

الوشاح في فوائد النكاح هو عمل أدبي عربي في علم الجنس والتربية الجنسية كتبه العالم المسلم المصري جلال الدين السيوطي في أواخر القرن الخامس عشر. صُنف الكتاب على أنه الأفضل بين أقرانه من هذا النوع من كتيبات فقه النكاح والزواج في الإسلام. نشأ أدب الجنس العربي في بغداد في القرن العاشر. يعتبر العمل أحد الأعمال التي كتبها السيوطي تتناول موضوع الجنس مثل نواضر الأيك في معرفة النيك، ونزهة المتعامل، وشقائق الأترج في رقائق الغنج.

## الاسم
يعتبر تزاوج كلمتي الوشاح والنكاح مثالًا على القافية النثرية في الأدب العربي، وهو تقليد يُعرف بالسجع. تعتبر كلمة النكاح هي المصطلح العربي الرئيسي في الاسم، وتعني بشكل أساسي الزواج الإسلامي المرتبط بعقد رسمي على الرغم من أنه يغطي أيضًا مفهوم الزواج بشكل عام. يستخدم سجعها النثري الوشاح بمعنى رداء العصابات والأحزمة المزخرفة وأيضًا لأغطية الرأس ويمكن استخدامه مجازيًا لأي ربطة عنق. ترى السويدية بيرنيلا ميرن أن العنوان كان يقصده السيوطي للإشارة بوضوح إلى أن الوشاح يقصر نفسه على الشريعة الإسلامية والتقاليد بدلاً من المتعة الجنسية والعلاقات بشكل عام. يُستهل العنوان في اللغة العربية أحيانًا باسم كتاب الوشاح في فوائد النكاح. باسم "كتاب المنطقة على Coition-boon" بواسطة المستكشف ترجم المستكشف ريتشارد بيرتون في القرن التاسع عشر الكتاب بشكل فضفاض للغاية إلى اللغة الإنجليزية تحت عنوان "The Book of the Zone on Coition-boon" والتي تعني كتاب نعمة الجماع. 

## المكونات
صدر الكتاب في وقت ما في أواخر القرن الخامس عشر على يدالسيوطي ( ق. 1445– ق. 1505 )، ويعتبر استمرارًا لنوع موجود مسبقًا من كتيبات الجنس والزواج العربية المخصصة للجمهور الإسلامي، وهو شكل أدبي نشأ في بغداد في القرن العاشر تحت تأثير ترجمات الأعمال اليونانية والفارسية والهندية حول مواضيع الطب و علم الأدب الجنسي. وتشمل أعمال السيوطي في نفس الباب الأخرى نواضر الأيك في معرفة النيك، ونزهة المتعامل، وشقائق الأترج في رقائق الغنج.
حاول السيوطي في هذا الكتاب التوفيق بين أقدم التقاليد الجنسية والعلوم الإسلامية، مما أدى إلى "تحقيق مكثف في الكلام عن الملذات الجنسية المسموح بها للمسلمين، وخاصة الرجال، ولكن تكلم إلى حد ما أيضًا عمّا يخص النساء" وفقًا لبيرنيلا ميرن، التي يشير إلى أن السيوطي كان أكثر نجاحًا في التوفيق المستمر بين الأعمال السابقة من أعمال أسلافه. تناول السيوطي الجوانب الأنثوية في السلوك والواجبات الجنسية في الإسلام بمزيد من التفصيل في كتابه الآخر شقائق الأترج في رقائق الغنج ونزهة المتعامل، واللذان يتداخلا مع كتاب الوشاح في فوائد النكاح من حيث المصادر.
عمل السيوطي إلى حد كبير كمترجم في إنتاج الكناب، حيث قام بترتيب الأحاديث والنوادر التاريخية من الأعمال السابقة مع إضافة القليل من التعليقات. ويشير ميرن مع ذلك إلى أن تركيز السيوطي على أجزاء معينة من التراث الإيروتيكي وترتيبه للمواد حول الموضوعات الرئيسية مثل فضل النكاح، والذكورة المثالية، والأنوثة المثالية فريد من نوعه.
يجمع الكتاب في جوهره بين مدخلات عملين مهمين ولكن متناقضين تمامًا في علم الجنس: موسوعة جوامع اللذة المنشورة بالقرن العاشر، وتحفة العروس ونزهة النفوس بالقرن الرابع عشر. تعتبر موسوعة جوامع اللذة عملاً "متحررًا للغاية" متأثرًا بشدة بالأدب الجنسي الهندي والتي ألفها علي بن نصر الكاتب، وهو مؤلف ذو ميول شيعية، بينما يعتبر الكتاب الأخير إحدى منشورات الزواج في الإسلام الأكثر تقليدية والتي تعتمد على الأحاديث التي جمعها المفتي السني عبد الله التيجاني في زمن الدولة الحفصية.
نشأ كتاب الوشاح كمزيج بين هذين المصدرين المتناقضين ولكن المتداخلين. هناك مصدر آخر يُستشهد به كثيرًا في الكتاب وهو رشد اللبيب إلى معاشرة الحبيب، وهو عمل من القرن الرابع عشر للمؤلف اليمني أحمد بن فليتة.

## المحتويات
على الرغم من الطبيعة المثيرة للشهوة لبعض المواد المصدرية، ولا سيما جوامع اللذة، يتناول كتاب الوشاح الجنس في سياق الشريعة الإسلامية والتقاليد وليس الجنس من أجل المتعة بشكل عام. كما يتجاهل الكتاب أي ذكر للمثلية الجنسية أو أي علاقات أو أنشطة أخرى تعتبر غير مشروعة.
ينقسم العمل إلى سبعة أجزاء تغطي الأحاديث والآثار النبوية، والمفردات الجنسية، والحكايات والتقارير التاريخية، وعلم التشريح، والطب، والجماع نفسه. يتضمن فصل التشريح المفاهيم التي طورها جالينوس، مثل أن الرحم عبارة عن كيس صفن مقلوب، بينما تم اقتباس الكثير من الفصل الخاص بالطب حرفيًا من كتاب طب الصحة الجنسية لأبي بكر الرازي.
يناقش الموضوع الرئيسي في كتاب الوشاح أن الجنس هبة من الله، وهو شعور مشترك عمليًا في جميع كتيبات الجنس العربية الإسلامية ما قبل الحداثة". يقترح السيوطي عند كلامه عن الذكورة المثالية أن أفضل رجل هو الرجل الأكثر فاعلية  بينما يركز في كلامه عن الأنوثة المثالية على الطاعة الزوجية و تشير إلى أن أفضل امرأة هي العفيفة والشهوانية.
كتبت ميرن أن السيوطي قدم رؤية معقدة وغامضة للمرأة تحاول توحيد الصورة الجنسية الشرهة للمرأة في الأدب العباسي مع المرأة المثالية في كتيبات إسلامية على أساس الحديث النبوي، مع كل من كتابات الغزالي والتيجاني على حد سواء.

## الطبعات
واحدة من أقدم النسخ المعروفة الباقية من كتاب الوشاح في فوائد النكاح هي مخطوطة لالا إسماعيل المؤرخة بالعام الميلادي. 1565  –  1566 (973 ه ). توجد نسختان في المكتبة الوطنية الفرنسية في باريس تحت عنوان Arabe 3066 و Arabe 3067 ، كما توجد نسخة أخرى لدى جامعة الملك سعود في الرياض باسم KSU 797.
نشرت دار الكتاب العربي للنشر في دمشق بسوريا نسخة عربية حديثة من كتاب الوشاح في عام 2001م كجزء من سلسلة من تسعة أعمال بارزة في علم الأدب الجنسي للعرب.

### فهرس
- Al-Suyuti، Jalal al-Din (2001). ʻAbd al-Qawī، Ṭalʻat Ḥasan (المحرر). Wishāḥ fī fawāʼid al-nikāḥ. Damascus: Dār al-Kitāb al-ʻArabī. OCLC:47928092. مؤرشف من الأصل في 2023-01-10.

## الإرث
قدم السيوطي نسخة جديدة وحديثة من العلوم الجنسية السابقة ووفّقها مع الرؤية الإسلامية للجنس، وفتح مجموعة واسعة من الملذات الجنسية للمسلمين ضمن حدود الشريعة.  صنفت ميرن الكتاب بأنه الأفضل بين كتيبات الجنس والزواج في الإسلام المنشور باللغة العربية. ورغم تأليف منشورات مماثلة بداية من القرن العاشر في بغداد،  والتي استمرت كتابتها بعد وفاة السيوطي، لم يكن أي منها مأخوذًا من نفس نطاق التراث العربي والإسلامي مثل كتاب الوشاح في فوايد النكاح. 

### اقتباسات
1. 1 2  Wehr 1976.
2. 1 2 3 4 5 6 7 8 9 10 11 12 13 14 15 16 17 18 19 20 21  Myrne 2018.
3. 1 2  Burton 2008.
4. ↑  Ghersetti 2016.
5. ↑  Arabe 3066; Arabe 3067. نسخة محفوظة 2022-11-09 على موقع واي باك مشين.
6. ↑  Brockelmann 1938.